# Stactobia schmidi
Stactobia schmidi är en nattsländeart som beskrevs av Douglas E. Kimmins 1964. Stactobia schmidi ingår i släktet Stactobia och familjen smånattsländor. Inga underarter finns listade i Catalogue of Life.